# Utøya
Utøya (significando a ilha de fora, em língua norueguesa /²ʉːtˌœʏɑ/ (escutarⓘ)) é uma ilha situada no lago Tyrifjorden, na comuna de Hole, em Buskerud, na Noruega. Localiza-se a cerca 500 m da terra firme, por onde passa a estrada E16, e a 38 km da capital, Oslo. A ilha apresenta uma área de aproximadamente 0,12 km², com um comprimento máximo de 520 m e uma largura máxima de 330 m.
Pertence a à organização de índole partidária Arbeidernes ungdomsfylking, ou AUF (juventude trabalhista), ligada ao Partido Trabalhista Norueguês.
Foi doada em agosto de 1950 pela Oslo og Omegn faglige samorganisasjonen (união sindical de Oslo), sendo explorada comercialmente sob a designação Utøya AS.
A AUF organiza anualmente acampamentos de verão na ilha, recebendo mais de 800 pessoas oriundas de toda a Noruega e de outros países.
A ilha pode ser alugada por quem a pretenda usar para acampamentos ou outros eventos. A ilha tornou-se famosa em 2011 por  ter sido um dos palcos dos atentados de 22 de julho de 2011 na Noruega.

## Atentados de 22 de julho de 2011
Foi um dos palcos dos atentados de 22 de julho de 2011 na Noruega, com 69 vítimas mortais resultantes do tiroteio que nela ocorreu.

## Clima
Em julho, a ilha apresenta uma temperatura média por volta dos 15,7 °C. Em dezembro, a temperatura média ronda os -7,7 °C.